# (18560) Coxeter
(18560) Coxeter est un astéroïde de la ceinture principale.

## Description
(18560) Coxeter est un astéroïde de la ceinture principale. Il fut découvert le 7 mars 1997 à Prescott (Arizona) par Paul G. Comba. Il présente une orbite caractérisée par un demi-grand axe de 3,15 UA, une excentricité de 0,19 et une inclinaison de 9,3° par rapport à l'écliptique.

## Compléments